# Beauty and the Beast (musical)
A Bela e a Fera é um musical da Broadway, que ficou em cartaz durante 18 de Abril de 1994 há 29 de Julho de 2007, totalizando 5461 performances, sendo o oitavo musical mais tempo em cartaz na história da Broadway. Apresenta libreto de Linda Woolverton, música de Alan Menken, com as letras de Howard Ashman do filme, e as letras de Tim Rice para as novas canções. É inspirado no longa-metragem de animação A Bela e a Fera dos Estúdios Disney de 1991.
Produzido pela Walt Disney Theatrical, essa montagem veio a se tornar a primeira da Disney nos palcos da Broadway (Nova Iorque - EUA) em 1994, após a ideia de apresentar uma peça de 25 minutos sobre a história na Walt Disney World. Pelo sucesso do musical em Nova Iorque, foram montadas adaptações para inúmeras filiais da Broadway como São Paulo e tais como: México, Viena, Áustria e etc. Em São Paulo, ele foi encenado no Teatro Abril, em 2002-2003 e novamente em 2009.
O musical já arrecadou mais de US $ 1,4 bilhões no mundo todo e foi apresentado em treze países e 115 cidades.

## Trama

### Ato I
Na França, um jovem príncipe mora em um reluzente castelo. Ele é mimado, arrogante e egoísta. Uma noite de inverno, uma velha mendiga vai ao castelo, pedindo abrigo. Como oferta, ela oferece uma única rosa, mas o príncipe recusa e a manda embora. A mendiga avisa que a verdadeira beleza é a do interior, e quando o príncipe torna a expulsá-la, a feiura da velha esvaece-se e ela se revela uma bela feiticeira. Como castigo pela sua crueldade, ela o transforma em uma fera horrenda e seus criados, que não fizeram nada para impedi-lo, em objetos encantados. Antes de partir, ela lhe dá um espelho mágico (sua única janela para o exterior) e a rosa, que na verdade era encantada. O único jeito de quebrar o feitiço é ele aprender a amar e ser amado por alguém até que a última pétala da rosa caia.
Dez anos mais tardes, uma jovem apropriadamente chamada Bela vive em uma aldeia monótona. Os habitantes do local estranham a jovem, que adora livros de aventura e sonha em um dia viver uma ("Bela"). Em seu caminho para casa, Bela é parada por Gaston, um vaidoso caçador que deseja se casar com Bela. Mas Gaston é um homem primitivo que só quer Bela como esposa por sua beleza incomparável. Por isso, ela rejeita suas tentativas de cortejá-la.
Em casa, Bela ajuda seu pai, um excêntrico inventor, a consertar sua invenção, uma máquina de cortar lenha. Maurice conforta a filha, que nota que todos a acham estranha na aldeia ("Seja Como For"). A engenhoca de Maurice funciona e ele parte para uma feira de invenções, usando um cachecol que Bela tricotou especialmente para a ocasião. Infelizmente, ele se perde na floresta e é atacado por uma alcateia ("Seja Como For (reprise)").
Maurice encontra abrigo em um castelo, aparentemente abandonado. Para seu assombro, ele descobre que não é assim. Ele encontra um relógio e um candelabro falantes. São dois dos criados do castelo que a feiticeira enfeitiçou há tanto tempo, que estão lentamente se transformando em objetos. Lumière, o candelabro, leva Maurice para se aquecer junto à lareira, apesar dos protestos do relógio, o mordomo Dim-Dom. Lá, Maurice encontra outros objetos: Babette, um espanador; a Sra. Potts, um bule de chá; e seu filho Chip, uma xícara.
Porém, a Fera descobre a presença de Maurice no castelo e o tranca nas masmorras do castelo, Enquanto isso, na aldeia, Gaston vai a casa de Bela e pede sua mão em casamento ("Eu"). A moça gentilmente recusa, mas Gaston se sente humilhado. Depois que ele vai embora, Bela expressa seus anseios por uma vida além daquela vivida na aldeia ("Bela (reprise)"). Nesse momento, um amigo de Gaston, Lefou, aparece, de volta da floresta, usando o cachecol de seu pai. Lefou diz tê-lo achado perto da encruzilhada. Temendo pelo seu pai, Bela corre pela floresta e adentra o castelo da Fera. Vários dos objetos encantados do castelo a veem enquanto procura pelo pai. Finalmente, Bela encontra as masmorras e vê seu pai trancado em uma cela.
Maurice insiste que a filha vá embora, mas já é tarde. A Fera surge na escuridão das masmorras e ordena que ela saia de seu castelo. Bela, porém, faz uma proposta a Fera: trocar de lugar com seu pai. A Fera avisa que ela deve prometer ficar para sempre e revela sua forma horrenda na luz. Mesmo sabendo de sua aparência monstruosa, Bela concorda, apesar dos protestos de Maurice. O velho inventor é arrastado de volta à aldeia por duas gárgulas, sem poder se despedir da filha.
A Fera instala Bela em um quarto de hóspedes e ordena que ela vá jantar com ele. Bela lamenta sua situação e se arrepende de ter reclamado tanto da vida na aldeia ("Um Lar"). A Sra. Potts e Madame de La Grande Bouche, uma cantora de ópera transformada em um guarda-roupa, tentam confortá-la ("Um Lar (reprise)"). Enquanto isso, na taverna da aldeia, Lefou e os homens da aldeia tentam animar Gaston, que se sente derrotado ("Gaston"). Maurice entra correndo e pede ajuda para salvar Bela de uma fera horrenda. Porém, quando todos riem dele, Maurice decide salvá-la sozinho. A suposta loucura do inventor faz Gaston bolar um plano para se casar com Bela ("Gaston (reprise)").
No castelo, Bela se recusa a ir jantar. A Fera, furiosa, a proíbe de comer sem ele. Na Ala Oeste, ele assiste através do espelho mágico à Mme. de La Grande Bouche tentar convencer Bela de que ele não é tão mau quanto parece. A  jovem, porém, se recusa a admitir essa opção. Desesperado, a Fera lamenta ter tomado a decisão errada há tantos anos atrás ("Mas Quanto Vai Durar?").
Em seu quarto, Bela sente fome e procura a cozinha. Os criados desobedecem a Fera, servindo a Bela um jantar suntuoso acompanhado por um espetáculo de cabaré ("Pra Você!"). Depois do jantar, Dim-Dom e Lumière guiam Bela em um tour pelo castelo. A moça, porém se separa dos dois e se aventura na Ala Oeste, onde a Fera a tinha proibido de entrar. Bela fica fascinada pela rosa encantada e está prestes a tocá-la quando a Fera aparece e a impede. Furioso, ele a manda embora e a moça foge do castelo. Percebendo seu erro, a Fera se desespera e corre atrás dela ("Sem Ter Esse Amor")

### Ato II
Na floresta, Bela é atacada por lobos, mas é salva pela Fera, que fica ferida. Bela o leva de volta ao castelo e cuida de seus ferimentos. Bela o agradece por tê-la salvado e os dois tomam sopa juntos. A Fera, por sua vez, por sugestão de Lumière, dá a Bela sua enorme biblioteca e a moça, agradecida, lê para ele. Os objetos encantados percebem uma mudança na relação entre os dois ("Aconteceu"). Isso os enche de esperança mais uma vez, e eles compartilham seus sonhos e expectativas uma vez que forem humanos outra vez ("Humano Outra Vez"). Bela convida a Fera para jantar com ela aquela noite e ele concorda, entusiasmado.
Enquanto isso, Gaston e Lefou encontram o dono do manicômio local na taverna. O plano deles é internar Maurice no manicômio e forçar Bela a se casar com o vilão em troca da liberdade do pai ("A Louca Mansão"). No castelo, Lumière e Dim-Dom dizem à Fera que ele tem que contar a Bela que a ama esta noite, pois a rosa já começou a murchar. A Bela e a Fera jantam à luz de velas e dançam juntos no Salão de Baile ("A Bela e a Fera"). Depois, a Fera pergunta se a Bela se ela está feliz vivendo com ele. A moça responde que sim, mas que sente falta do pai. A Fera, compadecida, empresta a Bela seu espelho mágico. A jovem fica assustada ao ver o pai doente, na floresta. A Fera, de coração partido, a deixa ir. Quando perguntado pelos criados porque fez isso, a Fera diz que a ama ("Sem Ter Esse Amor (reprise)").
Bela encontra o pai e o leva para casa. Ela cuida dele e explica a transformação que sofreu durante o convívio com a Fera ("Algo em Mim Mudou"). Sua paz é perturbada, pois Gaston chega trazendo uma multidão, que quer trancar Maurice no manicômio. Desesperada, Bela mostra a Fera pelo espelho mágico e tenta tranquilizar os aldeões, contando sobre a gentileza com que foi tratada pela Fera. Gaston, percebendo que Bela ama o monstro, atiça a multidão e os leva até o castelo para matar a Fera ("O Linchamento").
Lá, os Objetos Encantados travam uma batalha com os aldeões e os expulsam do castelo. Gaston, porém, encontra a Fera na Ala Oeste e o ataca. Quando Gaston está prestes a desferir o golpe fatal, Bela aparece. A Fera recupera a vontade de viver e logo ganha o domínio da luta. Ele tem a chance de jogar Gaston do telhado para a morte, mas não o faz; está mudado. Quando a Fera se vira para Bela, Gaston o apunhala pelas costas. A vitória do caçador é por pouco tempo: ele se desequilibra e cai do telhado.
Na sacada, Bela implora a Fera que não morra, pois ela descobriu seu lar em sua companhia, no castelo ("Um Lar (reprise)"). A Fera não resiste aos ferimentos e morre. Bela chora sobre seu corpo e revela que o ama, justamente quando a última pétala da rosa cai. Um milagre acontece: a Fera retorna a vida, como um belo príncipe mais uma vez. Bela não o reconhece, mas ele insiste que ela olhe dentro de seus olhos, e então ela reconhece a Fera pela qual se apaixonou.
Lumière, Dim-Dom, Sra. Potts, Chip, Babette, Mme. de La Grande Bouche e todos os outros criados do castelo reassumem suas respectivas formas humanas. Eles se reúnem, na companhia de Maurice, no Salão de Baile, onde Bela e seu Príncipe declaram seu amor um pelo outro e dançam ("A Transformação/Finale").

## Números Musicais
| Ato I - Abertura — Orquestra - Prólogo — Orquestra - Bela — Bela, Gaston, Lefou, Três Bobinhas e Aldeões - Seja Como For — Bela e Maurice - Seja Como For (reprise)*/Ataque dos Lobos* — Maurice - Eu* — Gaston e Bela - Bela (reprise) — Bela - Um Lar — Bela - Um Lar (reprise) — Sra. Potts - Gaston — Gaston, Lefou, Três Bobinhas e Aldeões - Gaston (reprise) - Gaston e Lefou - Mas Quanto Vai Durar? - Fera - Pra você! — Lumière, Sra. Potts e Objetos Encantados - Sem Ter Esse Amor - Fera | Ato II - Entreato/Ataque dos Lobos — Orquestra - Aconteceu — Bela, Fera, Lumière, Sra. Potts e Dim-Dom - Humano Outra Vez — Lumière, Sra. Potts, Chip, Babette, Mme de La Grande Bouche, Dim-Dom e Objetos Encantados - A Louca Mansão — Gaston, Lefou e Monsieur D'Arque - A Bela e A Fera — Sra. Potts - Sem Ter Esse Amor (reprise) — Fera - A Change in Me* — Bela - O Linchamento — Gaston e a Multidão - Um Lar (reprise) — Bela - A Transformação/Finale - A Companhia |

* Canção escrita para o musical em 1998, mas que não foi incluída na versão brasileira.

## Personagens
| Personagem                 | Descrição |
| Fera/Príncipe              | Um príncipe egoísta que foi transformado em fera por uma feiticeira. Por trás de seu mau gênio, esconde-se um bom coração.    |
| Bela                       | Uma bela jovem que sonha com mais do que a vida monótona na aldeia onde vive.                                                 |
| Gaston                     | O antagonista da história. Um caçador egocêntrico que insiste em cortejar Bela, apesar da rejeita dela.                       |
| Lumière                    | Um charmoso sedutor que foi transformado em candelabro. Lumière é confidente da Fera e faz Bela se sentir em casa no castelo. |
| Sra. Potts                 | A doce cozinheira do castelo, que foi transformada em bule de chá. A Sra. Potts é maternal com a Fera.                        |
| Dim-Dom                    | O mordomo do castelo, um relógio pomposo. Din-Don é ríspido, mas tem um bom coração.                                          |
| Maurice                    | O pai de Bela, um excêntrico inventor que ama muito a filha.                                                                  |
| Lefou                      | O comparsa pouco inteligente de Gaston.                                                                                       |
| Babette                    | A charmosa arrumadeira do castelo, que foi transformada em um espanador de pó emplumado. Babette nutre um romance com Lumière |
| Madame de la Grande Bouche | Uma cantora de ópera que foi transformada em um guarda-roupa. Dramática, gosta de relembrar quando cantou na Ópera Real.      |
| Chip                       | O filhinho da Sra. Potts, foi transformado em uma xícara de chá.                                                              |
| Monsieur D'Arque           | O dono do manicômio local, a Louca Mansão. É um homem sem escrúpulos que faz qualquer coisa por dinheiro.                     |
| Coro                       | As Três Bobinhas, Objetos Encantados, Aldeões, Fregueses da Taverna, Multidão.                                                |

## Elenco Original da Broadway
- Bela - Susan Egan
- Fera - Terrence Mann
- Gaston - Burke Moses
- Lumière - Gary Beach
- Sra. Potts - Beth Flowers
- Dim Dom - Heath Lamberts
- Maurice - Tom Bosley
- Lefou - Kenny Raskin
- Babette - Stacey Logan
- Madame de La Grande Bouche - Eleanor Glockner
- Chip - Brian Press
- Monsieur D'Arque - Gordon Stanley

## Produção

### Ideia
De acordo com um artigo no The Houston Chronicle, "O impulso para a Disney passar a produzir para teatro era um artigo de crítico de teatro do New York Times, Frank Rich , que elogiou a Bela e a Fera em 1991 e disse que era o melhor musical que não estava na Broadway mais no cinema em forma de animação. Frank Young, diretor executivo do Theatre Under The Stars tinha tentado fazer com que a Disney se interessasse em uma versão teatral de A Bela e a Fera. Mas o jovem não conseguia entrar em contato com a pessoa certa no império  Disney. Nada aconteceu até os executivos da Disney começarem a se interessar pelo projeto. Quando perguntaram a George Ives, o chefe da Actors Equity na Costa Oeste, que teatro Los Angeles seria o melhor local para o lançamento de um novo musical, Ives disse que o melhor teatro para o feito seria TUTS. Pouco tempo depois, Don Frantz e Bettina Buckley da Disney contactaram o jovem, e a parceria estava em andamento.
Assim, A Bela e a Fera estreou em uma produção conjunta entre o Teatro Under The Stars e Walt Disney Theatrical no Music Hall, Houston, Texas, a partir de 28 de novembro de 1993, até 26 de dezembro de 1993.

### Produção Original da Broadway
O musical abriu na Broadway no Palace Theatre em 18 de abril de 1994, e correu lá até 5 de setembro de 1999, transferindo para o teatro Lunt-Fontanne em 11 de novembro de 1999, com uma data de abertura oficial em 16 de novembro de 1999. O musical fechou em 29 de julho de 2007, após 46 prévias e 5.461 performances, e é a oitava maior produção da história da Broadway [disneybroadway.com]. A produção detém o recorde de ser a mais longa de produção em execução, tanto no Palácio Theatre , onde abriu, e o teatro Lunt-Fontanne , onde encerrou a sua temporada na Broadway.
A produção da Broadway fechou para dar lugar a próxima aventura musical da Disney, A Pequena Sereia. Como a Disney iria lançar a versão da Pequena Sereia em 3 de novembro de 2007, na época, acreditava-se que ter dois filme de Princesa na Broadway ao mesmo tempo iria dividir o público e criar concorrência entre os dois shows. Neste ponto, a Disney também teve três outros shows em execução ao mesmo tempo: O Rei Leão, Tarzan, e Mary Poppins . Foi relatado que a Disney Theatrical planejava reviver o show na Broadway para a temporada de férias em 2008, mas isto acabou não ocorrendo.

### Produção Original de West End
A produção de West End abriu em Londres no Dominion Theatre em 29 de abril de 1997, estrelado por Julie-Alanah Brighten como Bela e Alasdair Harvey como a Fera. Ele também incluiu Burke Moisés como Gaston, Derek Griffiths como Lumiere, Mary Millar como Sra. Potts, Norman Rossington como Maurice, Barry James como Cogsworth, Di Botcher como Madame de La Grande Bouche, Richard Gauntlett como Lefou, e Rebecca Thornhill como Babbette.

### Produções Internacionais
Em 15 de julho de 1995, o musical começou sua corrida australiana original em Melbourne no Princess Theatre, antes de passar para Sydney. O elenco australiano original incluía Michael Cormick como A Fera, Rachael Beck como Bela, Hugh Jackman como Gaston, e Ernie Bourne como Maurice.
Em 1995, o musical estreou no Japão e é realizado pelo Shiki Theatre Company. O musical continua sua turnê pelo Japão.
Em 1999, o musical abriu na China.
Na América do Sul, o Brasil foi o segundo país a sediar o musical. A Disney tinha planos de trazê-lo para o país em 1999, após o sucesso na Argentina, mas ninguém sabia se ele iria vingar. Três anos depois, em 2002, A Bela e a Fera finalmente abriu no Brasil no Teatro Abril, um dos maiores teatros do país. Foi um enorme sucesso, por anos, mais de um ano e meio, ele foi presenteado com Kiara Sasso, como Bela e Saulo Vasconcelos como a Fera. Em 2009, uma nova Bela e uma nova Fera foram lançados, Lissah Martins e Ricardo Vieira. Quando o musical voltou ao Brasil, Kiara Sasso estava representando Maria em The Sound of Music e Saulo também. A Bela e a Fera permaneceu por seis meses no Teatro Abril. Mesmo que o show foi trazido de volta como uma maneira de tentar recuperar parte do dinheiro perdido na versão brasileira de Miss Saigon, esta segunda encarnação do show não conseguiu criar qualquer burburinho crítico, ou para ser um sucesso de bilheteria.
Na Espanha, houve três produções do show. A primeira, baseada na produção original da Broadway, teve sua estreia em Madrid, em 2 de dezembro de 1999 no Teatro Lope de Vega. O elenco original incluía Xenia Reguant (mais tarde substituído por Julia Möller) como Bela, Carlos Marín (mais tarde substituído por Joe Luciano) como Fera e Lisardo Guarinos (mais tarde substituído por Manuel Bandera) como Gaston; Depois de uma temporada de sucesso de 27 meses e cerca de 900 apresentações, a produção finalmente encerrou em 3 de março de 2002, tornando-se o musical de maior duração em Madrid. Mais recentemente, seu recorde foi superado por Mamma Mia!, Hoy não levantar-me puedo e Cabaret.
Em 2007, uma segunda versão produzida pela Stage Entertainment estreou em 3 de outubro, no Teatro Coliseu, Madrid, para uma tiragem limitada de 6 meses, mas o encerramento foi adiada devido a uma temporada de sucesso. O elenco original incluía Julia Möller reprisando seu papel como Bela (mais tarde substituído por María Adamuz), David Ordinas como Fera, Pablo Puyol como Gaston, Raúl Peña como Lefou, Armando Pita como Lumiere e Anjos Jiménez como Sra. Potts (mais tarde substituído por Rita Barber ). A produção encerrou em 11 de janeiro de 2009 e foi transferida para Barcelona, onde funcionou a partir de 26 de fevereiro de 2009 a 10 de janeiro de 2010, com algumas mudanças no elenco, incluindo Mercè Martínez como Sra. Potts, Marta Capel como Babette e Albert Muntanyola como Maurice.
Em 2012, o Stage Entertainment relançou como uma produção em turnê, começando performances em 6 de setembro, no Teatro Calderón, Valladolid. O elenco original desta terceira produção espanhola incluído Talía del Val como Bela, Ignasi Vidal como Fera, Daniel Diges como Gaston, Raúl Peña como Lefou, Diego Rodríguez como Lumiere, Mone como Sra. Potts, Frank Capdet como Dim Dom, Marta Capel como Babette, Eva Diago como Madame de la Bouche Grande e Enrique R. del Portal como Maurice.
De acordo com a Disney, A Bela e a Fera foi realizado em todo o mundo, em um total de 14 países em 116 cidades, incluindo Argentina (1998 e 2010), Austrália (1995), Áustria (1995), Brasil (2002 e 2009), Canadá (1995), China (1999), Alemanha (1997), a Irlanda (2002, como parte da UK Tour), Japão (1995), México (1997), Israel (2006), Coreia do Sul (2004), Espanha (1999 e 2007), Grécia (2007), Polônia (2008) e Reino Unido (1997).
Em 2005 a Disney e a Stage Entertainment produziu uma nova versão do show usando novos cenários e figurinos. Depois de passear pela Holanda e Antuérpia, na Bélgica, a Disney e a Stage Entertainment trouxe o show para Berlim, Alemanha, em 2006, depois de aproximadamente um ano de prévias no Teatro Metronom em Oberhausen. Esta produção foi inaugurado em 2007 em Madrid, Espanha , e em 2009 em Milão, Itália, com Arianna como Bela e Michel Altieri como a Besta. A produção da Broadway jogado uma segunda vez na Cidade do México a partir de setembro de 2007 e em Hiroshima, no Japão a partir de fevereiro de 2008. A produção da Broadway abriu na África do Sul em Setembro de 2008 e funcionou até março de 2009. Em 2004, a Disney começou a licenciar o show para outras empresas para turnês, e o show foi realizado por companhias profissionais e amadores em muitos países.
Em 24 de outubro de 2013 "A Bela e a Fera" estreou no Teatro Mogador, em Paris, França.

## O Musical no Brasil
O musical ficou em cartaz de 20 de Junho de 2002 a Dezembro de 2003 no Teatro Abril e voltou a ser encenado a partir de 30 de Abril de 2009 até 8 de novembro de 2009 com um novo elenco.
O show foi dirigida por Robert Joss Roth e coreografado por Matt West, que fizeram parte da equipe técnica original do musical em Nova Iorque. Fazendo dessa a "primeira e única" vez em que Diretor e Coreógrafo originais da Broadway remontaram um espetáculo no Brasil.

### Elenco Brasileiro

#### Primeira Montagem (2002)
- Bela - Kiara Sasso
- Fera/Príncipe - Saulo Vasconcelos
- Gaston - Daniel Boaventura
- Lumière - Marcos Tumura
- Sra. Potts - Ana Taglianetti
- Dim-Dom - Jonathas Joba
- Maurice - Claudio Curi
- Lefou - Beto Marden
- Babette - Keila Bueno
- Dona Cômoda (Madame de La Grande Bouche) - Andrezza Massei
- Chip - Ghilherme Lobo
- Monsieur D'Arque - Fernando Patau

#### Segunda Montagem (2009)
- Bela - Lissah Martins
- Fera - Ricardo Vieira
- Gaston - Murilo Trajano
- Lumière - Marcos Tumura
- Sra. Potts - Paula Capovilla
- Dim-Dom - Jonathas Joba
- Maurice - Rodrigo Miallaret
- Lefou - Roberto Rocha
- Babette - Gianna Paganno
- Dona Cômoda - Andrezza Massei

## Prêmios e Indicações

### Produção Original da Broadway
| 1994 | Tony Award               |                               |                                       |          |
| 1994 | Tony Award               | Melhor Musical                | Melhor Musical                        | Indicado |
| 1994 | Tony Award               | Melhor Libreto                | Linda Woolverton                      | Indicado |
| 1994 | Tony Award               | Melhor Trilha Sonora Original | Alan Menken, Howard Ashman e Tim Rice | Indicado |
| 1994 | Tony Award               | Melhor Ator                   | Terrence Mann                         | Indicado |
| 1994 | Tony Award               | Melhor Atriz                  | Susan Egan                            | Indicado |
| 1994 | Tony Award               | Melhor Ator Coadjuvante       | Gary Beach                            | Indicado |
| 1994 | Tony Award               | Melhor Direção em Musical     | Robert Jess Roth                      | Indicado |
| 1994 | Tony Award               | Melhor Figurino               | Ann Hould-Ward                        | Venceu   |
| 1994 | Tony Award               | Melhor Design de Iluminação   | Natasha Katz                          | Indicado |
| 1994 | Drama Desk Award         |                               |                                       |          |
| 1994 | Melhor Musical           | Melhor Musical                | Indicado                              |          |
| 1994 | Melhor Ator em Musical   | Terrence Mann                 | Indicado                              |          |
| 1994 | Melhor Atriz em Musical  | Susan Egan                    | Indicado                              |          |
| 1994 | Melhor Ator Coadjuvante  | Burke Moses                   | Indicado                              |          |
| 1994 | Melhor Coreografia       | Matt West                     | Indicado                              |          |
| 1994 | Melhor Orquestração      | Danny Troob                   | Indicado                              |          |
| 1994 | Melhor Letra             | Howard Ashman e Tim Rice      | Indicado                              |          |
| 1994 | Melhor Música            | Alan Menken                   | Indicado                              |          |
| 1994 | Melhor Design de Som     | T. Richard Fitzgerald         | Indicado                              |          |
| 1994 | Melhores Efeitos Visuais | Jim Steinmeyer e John Gaughan | Indicado                              |          |

### Produção Original de Londres
| Ano  | Prêmio                 | Categoria           | Nomineado           | Resultado |
| ---- | ---------------------- | ------------------- | ------------------- | --------- |
| 1998 | Laurence Olivier Award | Melhor Novo Musical | Melhor Novo Musical | Venceu    |
| 1998 | Laurence Olivier Award | Melhor Coreografia  | Matt West           | Indicado  |
| 1998 | Laurence Olivier Award | Melhor Figurino     | Ann Hould-Ward      | Indicado  |